# Achryson maculipenne
Achryson maculipenne är en skalbaggsart som först beskrevs av Lacordaire 1963.  Achryson maculipenne ingår i släktet Achryson och familjen långhorningar. Inga underarter finns listade i Catalogue of Life.